# Kráľova Lehota

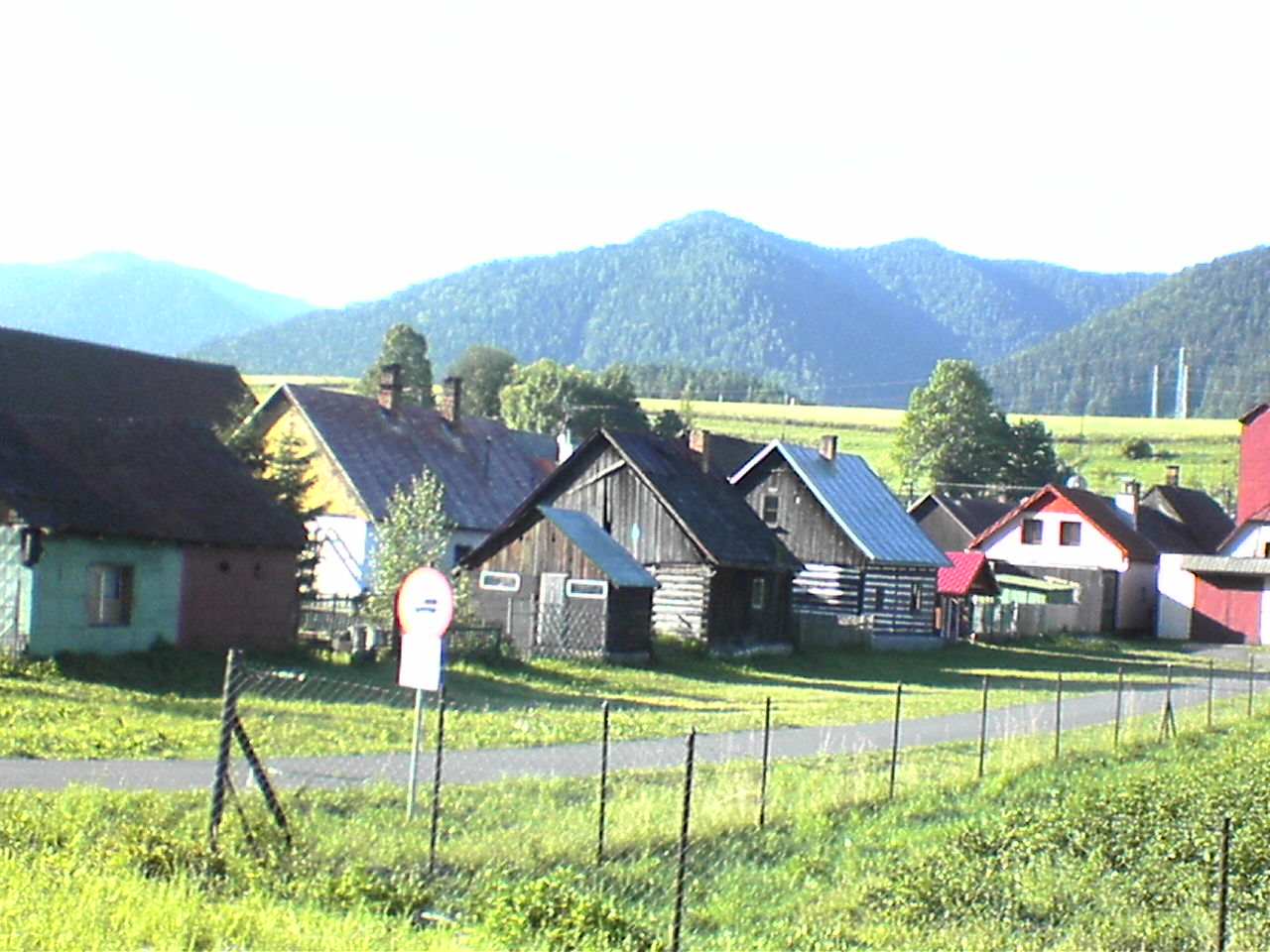
Kráľova Lehota

Kráľova Lehota (Hongaars: Királylehota) is een Slowaakse gemeente in de regio Žilina, en maakt deel uit van het district Liptovský Mikuláš.
Kráľova Lehota telt 611 inwoners.